# Christopher Michael Langan
Christopher Michael Langan (n. 25 martie 1952, California, SUA) este un autodidact american, ale cărui valori IQ au fost evaluate între 195 și 210.
După unele surse mass-media fiind considerat ca „cel mai deștept om din America”, el a devenit cunoscut în 1999, în timp ce lucra pe Long Island.
Langan a dezvoltat propria sa „teorie a relației dintre minte și realitate”, pe care el o numește "cognitiv-teoretic Model of the Universe (CTMU)".